# Théodora Comnène (épouse d'Henri II d'Autriche)
Pour l’article homonyme, voir Théodora Comnène.
Théodora Comnène (en grec : Θεοδώρα Κομνηνή), née vers 1134 à Constantinople et morte le 2 janvier 1184 à Vienne, est une princesse de la maison Comnène, fille du prince Andronic et nièce de l'empereur Manuel Ier. Elle fut duchesse de Bavière et margravine d'Autriche de 1149 à 1156 puis duchesse d'Autriche jusqu'à 1177 par son mariage avec Henri II de Babenberg.

## Biographie
Pendant la période 1057-1185, six empereurs byzantins de la maison Comnène régnèrent sur l'Empire. Théodora est la fille du sébastokrator Andronic Comnène (1108-1142), frère cadet du prince héritier Alexis, et de son épouse Irène Aineiadissa ; elle est donc une petite-fille de l'empereur Jean II. La jeune fille passe son enfance à la cour de Constantinople ; à ce temps, un centre pour le savoir et la culture.
Après qu'Alexis Comnène était décédé en 1142, son père Andronic fut prince héritier byzantin ; néanmoins, il est mort quelques jours plus tard. C'est le frère cadet Manuel Ier qui monte sur le trône après la mort de Jean II en 1143.
Comme la plupart des filles de sa famille, Théodora est utilisée par son oncle pour satisfaire les besoins de sa politique étrangère. L'occasion s'est présentée lors de la deuxième croisade, initiée par le prédicateur Bernard de Clairvaux après que l'armée de l'atabeg Imad ed-Din Zengi avait conquis le comté d'Édesse. Les forces du roi Conrad III de Hohenstaufen atteignent Constantinople en 1147, parmi celles-ci  Henri II de Babenberg, dit Jasomirgott, duc de Bavière et margrave d'Autriche. Veuf depuis 1143, il tomba amoureux de la jeune princesse Théodora ; néanmoins, la croisade s'est poursuivie. Lorsqu'une des armées de Conrad est annihilée à la bataille de Dorylée le 25 octobre 1147, l'autre division s’en retourne à la rencontre de l’armée française du roi Louis VII.
L'année suivante, le roi Conrad III rentre à Constantinople où le mariage de Théodora et Henri II a été arrangé. Après qu'une nouvelle campagne s'est conclue avec l'abandon du siège de Damas le 28 juillet 1148, les noces furent célébrées à Noël.
Ce mariage répondait à deux besoins de l'empereur Manuel, le premier étant une défense commune contre les Hongrois, qui disputaient la vallée du Danube à l'Autriche et la forteresse de Belgrade à Byzance. En septembre 1146, Henri II a souffert d'un échec dans une bataille sur la Leitha contre les forces de Géza II de Hongrie. De plus, cette alliance était destinée à faciliter les relations entre les empires byzantin et romain germanique car Henri II était le demi-frère du roi Conrad III et il avait effectué plusieurs ambassades à Byzance pour le compte de Conrad et de son neveu et successeur Frédéric Barberousse.
La résidence du duc Henri II et de son épouse est à l'origine située à Ratisbonne en Bavière. En 1156, l'empereur Frédéric Barberousse marque sa volonté de se réconcilier avec la maison Welf en publiant le Privilegium Minus : Henri de Babenberg devait céder le duché de Bavière à Henri le Lion ; il a en revanche été décidé d'élever son margraviat d'Autriche au rang de duché héréditaire. Cet acte vise également la filiation impériale de Théodora qui est formellement nommée duchesse. La descendance en ligne féminine est prévue et lors d'une absence d'un héritier direct, le couple obtient le droit de choisir son successeur soi-même.
La cour autrichienne de Henri s'était transférée dans la nouvelle résidence de Vienne où le duc avait fondé l'abbaye de Notre-Dame-aux-Écossais (Schottenstift), une filiation de l'abbaye Saint-Jacques de Ratisbonne.

## Descendance
De son mariage avec Henri II, Théodora a donné naissance à :
- Agnès (1154-1182), mariée à Étienne III, roi de Hongrie, puis au duc Hermann II de Carinthie ;
- Léopold V (1157-1194), duc d'Autriche et de Styrie ;
- Henri (1158-1223), seigneur de Mödling et bailli de l’abbaye Saint-Emmeran.

Son mari meurt le 13 janvier 1177.

## Sources
- (bg) Cet article est partiellement ou en totalité issu de l’article de Wikipédia en bulgare intitulé « Теодора Комнина (Австрия) » (voir la liste des auteurs).